# Steve Darcis
Steve Darcis (Liège, Belgium; 1984. március 13. –) belga hivatásos teniszező. Eddigi pályafutása során 2 egyéni ATP-tornát nyert meg. 2007-ben az amersfoorti tornán nyerte élete első meccsét az ATP Touron, majd egészen a tornagyőzelemig menetelt, a világranglista 297. helyezettjeként.

## ATP döntői

### Egyéni

#### Győzelmei (2)
| Tornagyőzelmek (Egyéni) |
| Grand Slam (0)          |
| Tennis Masters Cup (0)  |
| ATP Masters Series (0)  |
| ATP Tour (2)            |

| No. | Dátum            | Helyszín                           | Borítás    | Ellenfél a döntőben | Eredmény a döntőben |
| 1.  | 2007. július 16. | Amersfoort, Hollandia              | Salak      | Werner Eschauer     | 6–1, 7–6            |
| 2.  | 2008. március 2. | Memphis, Amerikai Egyesült Államok | Kemény (f) | Robin Söderling     | 6–3, 7–6(5)         |